# رامی جریدی
رامی جریدی (عربی: رامي جريدي؛ زادهٔ ۲۵ آوریل ۱۹۸۵) بازیکن فوتبال اهل تونس است.
از باشگاه‌هایی که در آن بازی کرده‌است می‌توان به باشگاه فوتبال اسپرانس تونس، باشگاه فوتبال المعب تونس، باشگاه فوتبال صفاقسی، و باشگاه فوتبال الجرجیسی اشاره کرد.
وی همچنین در تیم ملی فوتبال تونس بازی کرده‌است.